# Tir aux Jeux africains de 1991
Navigation
Harare 1995
Les compétitions de tir aux Jeux africains de 1991 se déroulent en septembre 1991 au Caire, en Égypte. Il s'agit de la première apparition du tir sportif dans le programme des Jeux africains. Seules des épreuves masculines sont disputées.

## Médaillés
Les médaillés sont les sportifs suivants :
| Épreuves                                | Or                         | Argent                     | Bronze                      |
| --------------------------------------- | -------------------------- | -------------------------- | --------------------------- |
| Carabine à 10 m air comprimé            | Hamid El Dabei Abdel (EGY) | Ahmed El Ardy (EGY)        | Ahmed Rashed (EGY)          |
| Carabine à 50 m 3 positions             | Hamid El Dabei Abdel (EGY) | Maged Mohamed Nabih (EGY)  | Ahmed Rashed (EGY)          |
| Carabine à 50 m couché                  | Mohamed Fayek (EGY)        | Anuj Desai (KEN)           | Satiender Sehmi (KEN)       |
| Carabine libre à 50 m 40 coups debout   | Maged Mohamed Nabih (EGY)  | Hamid El Dabei Abdel (EGY) | Ahmed Rashed (EGY)          |
| Carabine libre à 50 m 40 coups à genoux | Maged Mohamed Nabih (EGY)  | Ahmed Rashed (EGY)         | Hamid El Dabei Abdel (EGY)  |
| Pistolet à 10 m air comprimé            | Tarek Sahi (EGY)           | Léon André Malherbe (NAM)  | Faisal Fikry (EGY)          |
| Pistolet à feu rapide 25 m              | Raouf Omar (EGY)           | Emad El Gendy (EGY)        | Elhadji Rawane Diallo (SEN) |
| Pistolet à feu central 25 m             | Refaat Kayed (EGY)         | Friedhelm Sack (NAM)       | Seoud El Mashhady (EGY)     |
| Pistolet standard 25 m                  | Refaat Kayed (EGY)         | Raouf Omar (EGY)           | Emad El Gendy (EGY)         |
| Pistolet à 50 m                         | Tarek Zaki (EGY)           | Faisal Fikry (EGY)         | Shuaib Adam (KEN)           |
| Trap                                    | Sherif Saleh (EGY)         | Mohsen Adel (EGY)          | Seif Allah Sadek (EGY)      |
| Skeet                                   | Khaled Sabet (EGY)         | Mohamed Khorched (EGY)     | Mostafa Hesham Yehia (EGY)  |